# Февральське (Амурська область)
Февральське (рос. Февральское) — село у Селемджинському районі Амурської області Російської Федерації. Розташоване на території українського історичного та етнічного краю Зелений Клин.
Входить до складу муніципального утворення робітниче селище Февральськ. Населення становить 323 особи (2018).
Населений пункт, як і загалом увесь Селемджинський район, прирівняний до регіонів Крайньої півночі Росії.

## Історія
4 січня 1926 року відповідно до Декрету ВЦВК РРФСР село увійшло до складу Селемджино-Бурейського району Амурського округу Далекосхідного краю. З 20 жовтня 1932 року входить до складу новоутвореної Амурської області.
З 1 січня 2006 року входить до складу муніципального утворення робітниче селище Февральськ .